# Озимо
Озимо (итал. Osimo) насеље је у Италији у округу Анкона, региону Марке.
Према процени из 2011. у насељу је живело 16610 становника. Насеље се налази на надморској висини од 159 м.
У овом граду је 10. новембра 1975. потписан Озимски споразум, којим су СФРЈ и Италија коначно уредиле своју границу.

## Становништво
Према резултатима пописа становништва 2011. у општини је живело 33.991 становника.
| 1936.  | 1951.  | 1961.  | 1971.  | 1981.  | 1991.  | 2001.  | 2011.  |
| ------ | ------ | ------ | ------ | ------ | ------ | ------ | ------ |
| 21.182 | 22.782 | 23.170 | 23.877 | 26.109 | 27.938 | 29.431 | 33.991 |

## Партнерски градови
- Копертино